# Joe Namath
Joseph William "Joe" Namath (31 de maio de 1943), também conhecido como Broadway Joe ou Joe Willie, é um ex-jogador de futebol americano que atuava como quarterback. Joe jogou futebol americano universitário pela University of Alabama sob comando do treinador Paul "Bear" Bryant e seu assistente, Howard Schnellenberger, de 1962 a 1964, e depois jogou como profissional na American Football League (AFL) e na National Football League (NFL) durante os anos 60 e 70. Namath tornou-se um ícone da American Football League jogando pelo New York Jets na maior parte de sua carreira mas ele também jogou no Los Angeles Rams da NFL. Ele foi eleito para o Hall da fama em 1985.
Namath se aposentou depois de 140 jogos com 62 vitórias, 63 derrotas e 4 empates. Em sua carreira ele lançou para 173 touchdowns, 220 interceptações e completou 1.886 passes para 27,663 jardas. Durante seus treze anos na AFL e na NFL ele ganhou três títulos de divisão (em 1968 e 1969 na AFL East Champion com os Jets e em 1977 na NFC West Champion com os Rams), um título da AFL Championship de 1968 e um Super Bowl (III).
Em 1999, ele foi rankeado como 96º jogador pela revista The Sporting News na lista dos 100 Maiores Jogadores de Futebol Americano de todos os tempos. Ele é o único jogador que atuou na maior parte de sua carreira nos Jets.
Namath ficou conhecido nos Estados Unidos depois de chegar a mídia e garantir a vitória sobre o Baltimore Colts da NFL do treinador Don Shula no Super Bowl III em 1969 e então ter mantido a promessa depois de vencer os Colts.

## Primeiros anos

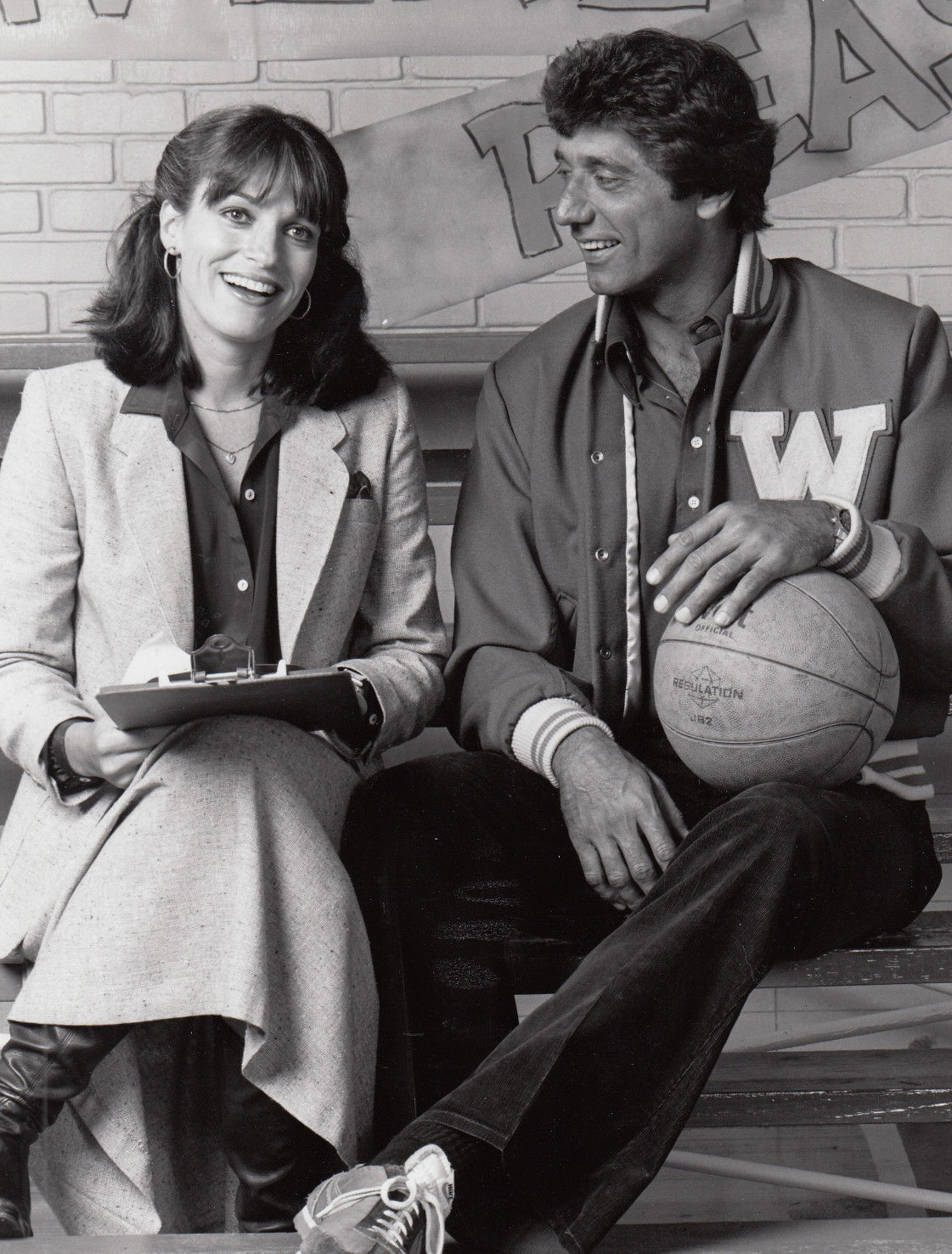
Gwynne Gilford e Namath em The Waverly Wonders em 1978

Namath nasceu e cresceu em Beaver Falls, Pensilvânia (50 km a noroeste de Pittsburgh). Ele é filho de pais católicos, Rose e János "John" Andrew Namath, um metalúrgico. Seus pais eram descendentes de húngaros. Seu avô de origem húngara, András "Andrew" Németh, conhecido como "A.J." por sua família e amigos, foi para Ellis Island no vapor Pannonia em 1911, e trabalhou nas indústrias de carvão e aço na área de Pittsburgh. Após o divórcio de seus pais, ele morou com a mãe. Ele era o mais novo de quatro filhos, com uma irmã adotiva mais velha.
Namath se destacou em todos os esportes na Beaver Falls High School e foi um quarterback de destaque no futebol americano, Armador no basquete e outfielder no beisebol. Em uma época em que enterradas eram incomuns no basquete colegial, Namath regularmente enterrava nos jogos. O time de futebol americano de Namath venceu o campeonato WPIAL Classe AA com uma campanha de 9-0 em 1960. O técnico Larry Bruno mais tarde apresentou Namath ao Hall da Fama do Pro Football em Canton.
Após a formatura do ensino médio em 1961, ele recebeu ofertas de várias equipes da Major League Baseball, incluindo o New York Yankees, Cleveland Indians, Cincinnati Reds, Pittsburgh Pirates e Philadelphia Phillies, mas o futebol americano prevaleceu. Namath disse aos entrevistadores que queria assinar com os Pirates e jogar beisebol como seu ídolo, Roberto Clemente, mas optou por jogar futebol americano porque sua mãe queria que ele conseguisse um diploma universitário.
Ele se formou na faculdade aos 64 anos em 2007, depois de voltar para a Universidade do Alabama cerca de quarenta anos depois de sair, a fim de seguir uma carreira no futebol americano profissional. Ele terminou com sucesso um programa externo de 30 horas de bacharel em artes em estudos interdisciplinares.
Namath teve muitas ofertas dos programas de futebol americano universitário da I Divisão, incluindo Universidade Estadual da Pensilvânia, Universidade de Ohio, Universidade do Alabama e Universidade de Notre Dame, mas inicialmente decidiu ir para a Universidade de Maryland depois de ter sido fortemente recrutado pelo assistente técnico, Roland Arrigoni. Ele foi rejeitado por Maryland porque as notas de seu conselho de colégio estavam um pouco abaixo das exigências da escola. Após amplo recrutamento, Namath aceitou uma bolsa de estudos integral da Universidade do Alabama. O treinador de Alabama afirmou que sua decisão de recrutar Namath foi "a melhor decisão que já tomei".

## Carreira universitária
Entre 1962 e 1964, Namath foi o quarterback titular de Alabama Crimson Tide. Um ano depois de ter sido suspenso para os dois últimos jogos da temporada, Namath levou Tide ao título nacional em 1964. Durante seu tempo na Universidade do Alabama, Namath levou o time a uma campanha de 29-4 em três temporadas.
Quando Namath foi introduzido no Hall da Fama do Futebol Profissional em 1985, ele se emocionou durante seu discurso de indução ao mencionar o seu treinador em Alabama que tinha morrido de um ataque cardíaco em 1983.
O tempo de Namath no Alabama foi um choque cultural para ele, pois ele crescera em um bairro da Pensilvânia predominantemente negro. (Ele era o único branco em seu time de basquete). Ele estudou na faculdade no auge do movimento pelos direitos civis (1955-1968) no sul dos Estados Unidos. Namath mais tarde refutou a história sobre ser o único branco em seu time de basquete no The James Brown Show em 2018, onde ele era o convidado. Ele afirmou que era um dos três jogadores brancos da equipe.
Namath foi o décimo primeiro na votação para o Heisman Trophy de 1964, vencido pelo quarterback John Huarte de Notre Dame.

### Estatísticas
| 1962         | 76  | 146 | 1192 | 52,1 | 13 | 8  | 70  | 321 |
| 1963         | 63  | 128 | 765  | 49,2 | 7  | 7  | 76  | 201 |
| 1964         | 64  | 100 | 756  | 64,0 | 5  | 4  | 44  | 133 |
| Career total | 203 | 374 | 2713 | 54,3 | 25 | 19 | 190 | 655 |

## Carreira profissional

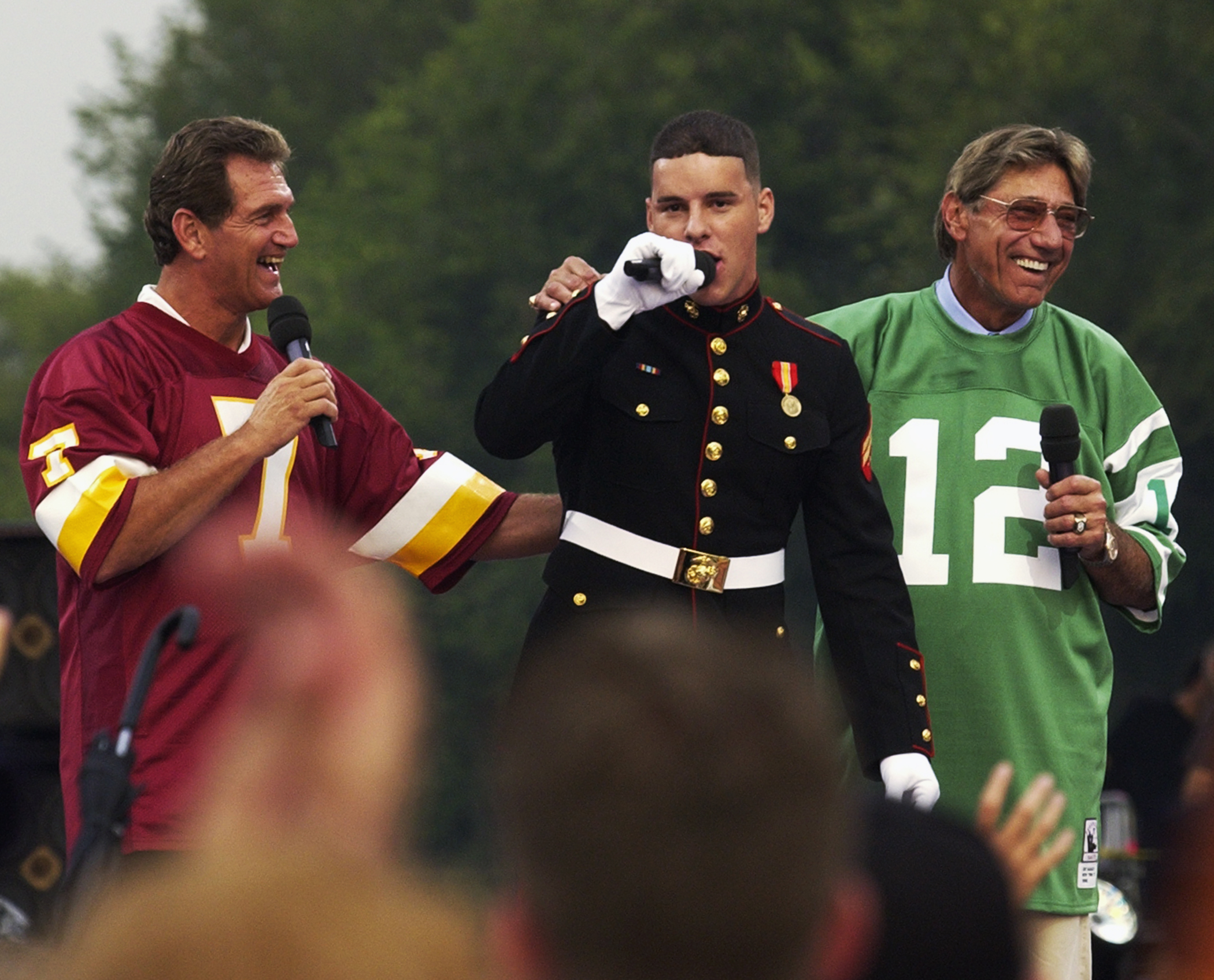
Joe Theismann e Namath no show antes do Kickoff da NFL em 2003

Namath foi selecionado na primeira rodada pela NFL e pela recém-criada AFL. As duas ligas estavam no auge de sua guerra de lances e mantinham seus respectivos drafts no mesmo dia: 28 de novembro de 1964. O dano na cartilagem do joelho direito de Namath posteriormente o designou como classe 4-F para o recrutamento militar durante a Guerra do Vietnã.
O St. Louis Cardinals selecionou Namath em 12º lugar no Draft da NFL, enquanto os Jets o selecionaram com a primeira escolha geral do draft da AFL. Ao se reunir com executivos dos Cardinals, o pedido de salário de Namath foi de US $ 200 mil e um novo Lincoln Continental. Embora inicialmente chocados com os pedidos de Namath, os Cardinals disseram a Namath que concordariam com seus pedidos, mas apenas se ele assinasse antes do Orange Bowl, o que deixaria Namath inelegível para jogar no jogo. O Offensive tackle Sherman Plunkett surgiu com o apelido de "Broadway Joe" em 1965, após a aparição de Namath na capa da Sports Illustrated em julho.
Na temporada de estreia de Namath, os Jets não venceram em seus primeiros seis jogos, com ele dividindo a titularidade com o quarterback do segundo ano, Mike Taliaferro. Com Namath sendo titular em tempo integral, eles venceram cinco dos últimos oito jogos de uma temporada de quatorze jogos e Namath foi nomeado o novato da AFL do ano. Ele se tornou o primeiro quarterback profissional a passar 4 000 jardas em uma temporada, quando ele teve 4 007 jardas (em 1967), um recorde quebrado por Dan Fouts em uma temporada de 16 jogos em 1979 (4 082 jardas).
Embora Namath tenha sofrido lesões no joelho durante grande parte de sua carreira e tenha sido submetido a quatro operações pioneiras no joelho, ele foi um All-Star da AFL em 1965, 1967, 1968 e 1969. Em algumas ocasiões, Namath teve que ter seu joelho drenado no intervalo para que ele pudesse terminar um jogo. Mais tarde na vida, muito depois que ele deixou o futebol americano profissional, ele passou por uma cirurgia de substituição do joelho em ambas as pernas.
Na Final da AFL em 1968, Namath teve três passes para touchdown para levar os Jets a uma vitória por 27-23 sobre o atual campeão da AFL, Oakland Raiders. Sua performance na temporada de 1968 lhe rendeu o prêmio Hickok Belt como o melhor atleta profissional do ano. Ele foi um AFC-NFC Pro Bowler em 1972, é um membro da equipe de todos os tempos dos Jets e da American Football League e foi eleito para o Pro Football Hall of Fame em 1985.

### Super Bowl III

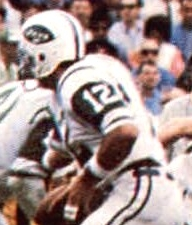
Namath executando uma jogada com os Jets no Super Bowl III

O ponto alto da carreira de Namath foi seu desempenho na vitória dos Jets por 16-7 sobre o Baltimore Colts no Super Bowl III, em janeiro de 1969, pouco antes da fusão entre a AFL e a NFL. Os Colts de 1968 foram apontados como "o maior time de futebol americano da história", e o ex-jogador da NFL, Norm Van Brocklin, ridicularizou a AFL antes do jogo, dizendo "Este será o primeiro jogo profissional de futebol americano de Namath". Três dias antes do jogo, Namath estava cansado de abordar a questão na imprensa, e ele respondeu a um manifestante em um banquete esportivo em Miami com a frase: "Nós vamos ganhar o jogo. Eu garanto isso".
Namath apoiou o seu orgulho, que se tornou lendário. A vaidosa defesa dos Colts (destacada por Bubba Smith) não conseguiu conter o jogo de corrida ou de passes dos Jets, enquanto o ataque ineficaz deu quatro interceptações aos Jets. Namath foi o MVP do Super Bowl. A vitória fez dele o primeiro quarterback a ser titular e vencer um campeonato nacional na faculdade, um grande campeonato profissional e um Super Bowl.
A vitória dos Jets deu legitimidade instantânea à AFL até mesmo para os céticos. Quando foi perguntado por repórteres após o jogo se a defesa dos Colts era a "mais dura que ele já havia enfrentado", Namath respondeu: "Essa seria a defesa do Buffalo Bills". Os Bill da AFL havia interceptado Namath cinco vezes, três para touchdowns, em sua única vitória em 1968 no final de setembro.

### Bachelors III
Após a vitória no Super Bowl, Namath abriu uma popular boate em Upper East Side chamada Bachelors III, que não só atraiu grandes nomes do esporte, do entretenimento e da política, mas também do crime organizado. Para proteger a reputação da liga, o comissário da NFL, Pete Rozelle, ordenou que Namath se desfizesse de seu interesse no empreendimento. Namath recusou-se, aparentemente se aposentando durante uma entrevista coletiva com lágrimas, mas ele eventualmente se retratou e concordou em vender a taverna. Ele voltou aos Jets a tempo para a temporada de 1969-1970.
Namath novamente ameaçou se aposentar antes das temporadas de 1970 e 1971; New York declarou em 1971 que "sua aposentadoria se tornou superficial e previsível". A revista escreveu que Namath não queria comparecer ao centro de treinamento devido ao risco de lesões, mas não podia se dar ao luxo de se aposentar permanentemente por causa de investimentos ruins.

### Jogo inaugural do Monday Night Football

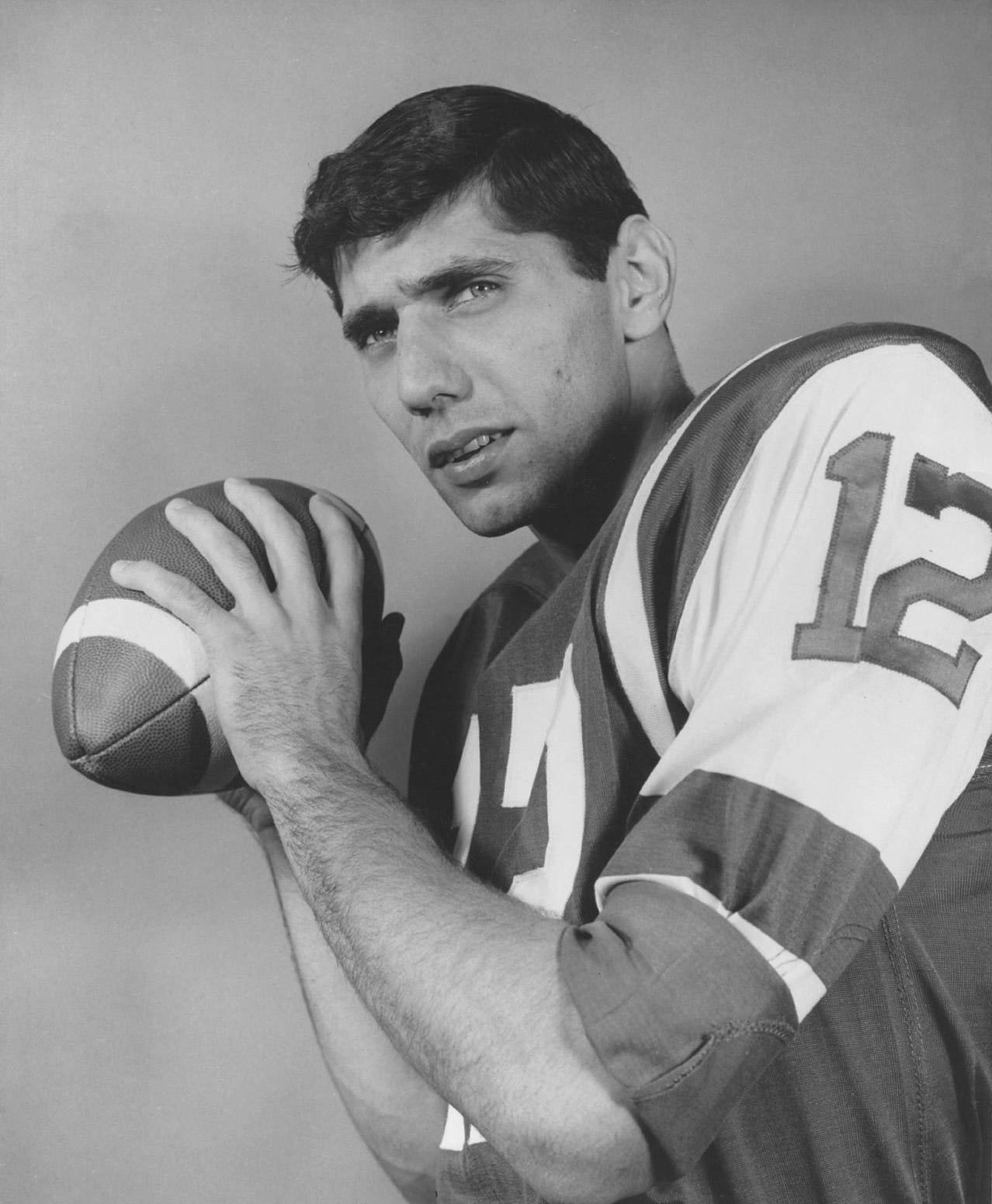
Namath em 1965

O chefe da ABC, Roone Arledge, garantiu que o jogo inaugural do Monday Night Football em 21 de setembro de 1970 incluía Namath. Os Jets enfrentaram o Cleveland Browns no Cleveland Stadium em frente a uma multidão recorde de 85.703 pessoas e uma enorme audiência de televisão. Os Jets perderam em uma interceptação de Namath.

### Carreira posterior com os Jets
Depois de não perder um único jogo por causa de lesão em seus primeiros cinco anos na liga, Namath jogou em apenas 28 dos 58 jogos possíveis entre 1970 e 1973 por causa de várias lesões. Depois de vencer os campeonatos de divisão em 1968 e 1969, os Jets tiveram campanhas de 4-10, 6-8, 7-7 e 4-10.
Seu momento mais memorável nessas quatro temporadas aconteceu em 24 de setembro de 1972, quando ele e seu ídolo de infância, Johnny Unitas, combinaram para 872 jardas de passes em Baltimore. Namath teve 496 jardas e seis touchdowns e Unitas teve 376 jardas e três touchdowns em uma vitória dos Jets por 44-34. O jogo é considerado por muitos especialistas da NFL para ser a melhor exibição de passes em um único jogo na história da liga.
O Chicago Winds da World Football League fez uma grande proposta para Namath antes do início da temporada de 1975. Eles projetaram uniformes idênticos aos Jets e ofereceram US $ 600.000 por ano durante três anos e um bônus de assinatura de US$ 500 000. Namath, por sua vez, solicitou uma porcentagem da receita de televisão da liga. A liga se recusou e Namath ficou com os Jets. Sem um contrato de televisão nacional, a WFL foi a falência um mês depois.

### Los Angeles Rams
No fim de sua carreira, Namath foi dispensado pelos Jets para facilitar uma mudança dele para o Los Angeles Rams, quando uma troca não foi feita. Assinando em 12 de maio de 1977, Namath esperava revitalizar sua carreira, mas as lesões no joelho, no tendão do joelho e os estragos gerais de treze anos como quarterback no futebol americano profissional haviam cobrado seu preço. Ele foi titular pelo resto da temporada e se aposentou no final da mesma.

## Estatísticas na NFL e AFL
| 1965     | NYJ      | 13  | 164   | 340   | 48,2% | 2 220  | 18  | 15  | 62 | 6,5 | 68,7 |
| 1966     | NYJ      | 14  | 232   | 471   | 49,3% | 3 379  | 19  | 27  | 77 | 7,2 | 62,6 |
| 1967     | NYJ      | 14  | 258   | 491   | 52,5% | 4 007  | 26  | 28  | 75 | 8,2 | 73,8 |
| 1968     | NYJ      | 14  | 187   | 380   | 49,2% | 3 147  | 15  | 17  | 87 | 8,3 | 72,1 |
| 1969     | NYJ      | 14  | 185   | 361   | 51,2% | 2 734  | 19  | 17  | 60 | 7,6 | 74,3 |
| 1970     | NYJ      | 5   | 90    | 179   | 50,3% | 1 259  | 5   | 12  | 72 | 7,0 | 54,7 |
| 1971     | NYJ      | 4   | 28    | 59    | 47,5% | 537    | 5   | 6   | 74 | 9,1 | 68,2 |
| 1972     | NYJ      | 13  | 162   | 324   | 50%   | 2 816  | 19  | 21  | 83 | 8,7 | 72,5 |
| 1973     | NYJ      | 6   | 68    | 133   | 51,1% | 966    | 5   | 6   | 63 | 7,3 | 68,7 |
| 1974     | NYJ      | 14  | 191   | 361   | 52,9% | 2 616  | 20  | 22  | 89 | 7,2 | 69,4 |
| 1975     | NYJ      | 14  | 157   | 326   | 48,2% | 2 286  | 15  | 28  | 91 | 7,0 | 51,0 |
| 1976     | NYJ      | 11  | 114   | 230   | 49,6% | 1 090  | 4   | 16  | 35 | 4,7 | 39,9 |
| 1977     | LAR      | 4   | 50    | 107   | 46,7% | 606    | 3   | 5   | 42 | 5,7 | 54,5 |
| Carreira | Carreira | 140 | 1 886 | 3 762 | 50,1% | 27 663 | 173 | 220 | 91 | 7,4 | 65,5 |

## Carreira de ator

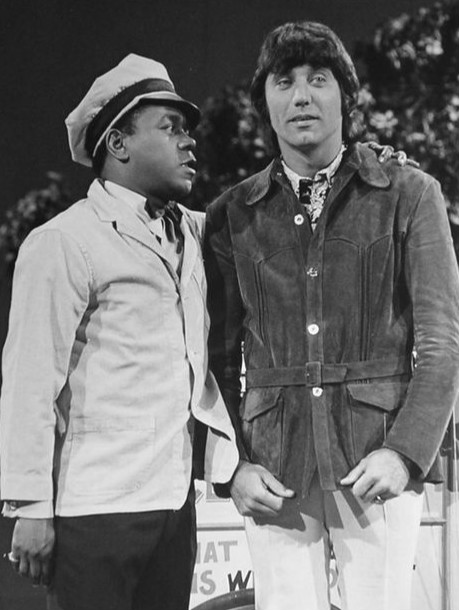
Flip Wilson e Namath em 1972 no The Flip Wilson Show

Com base em seu breve sucesso como apresentador do The Joe Namath Show, em 1969, Namath transformou-se em um ator. Aparecendo no palco, estrelando vários filmes, incluindo C.C. and Company com Ann-Margret e William Smith em 1970 e uma breve série televisiva de 1978, The Waverly Wonders, ele participou de inúmeros programas de televisão, muitas vezes como ele mesmo, incluindo O Barco do Amor, Um Amor de Família, Here's Lucy, The Brady Bunch, The Flip Wilson Show, Rowan and Martin's Laugh-In, The Dean Martin Show, Os Simpsons, Esquadrão classe A, Alf, o ETeimoso, Kate & Allie e The John Larroquette Show.
Namath apareceu nas produções de Damn Yankees, Fiddler on the Roof e Li'l Abner, e finalmente legitimou seu apelido de "Joe Broadway" como substituto de elenco em um revival do The Caine Mutiny Court-Martial. Ele foi convidado do The Tonight Show Starring Johnny Carson várias vezes e também serviu como um comentarista da NFL, incluindo os jogos da Monday Night Football na temporada de 1985.
Em setembro de 2012, Namath foi homenageado pelo Ride of Fame e um ônibus de turismo de dois andares foi dedicado a ele em Nova York. Ele apareceu como ele mesmo no filme de esportes, Um Time Show de Bola, de 2013 e no filme de comédia de 2015, Padrinhos Ltda..

## Vida pessoal
Enquanto fazia uma aula de voz em 1983, Namath conheceu Deborah Mays (que mais tarde mudou seu primeiro nome para May e depois mudou para Tatiana), uma aspirante a atriz; ele tinha 41 anos e ela 22 anos. Eles se casaram em 1984, com Namath afirmando: "Ela pegou meu último passe". Ele tornou-se um homem de família dedicado quando o casal teve dois filhos, Jessica (1986) e Olivia (1991). O casal se divorciou em 2000, com as crianças morando na Flórida com o pai. Em maio de 2007, Olivia, de dezesseis anos, deu à luz seu primeiro filho, Natalia.
Nos primeiros anos de seu casamento, Namath continuou a lutar contra seu alcoolismo até que sua esposa o avisou que ele poderia separar sua família se continuasse. Em 1987, Namath conseguiu parar de beber, apesar de ter recaído após o divórcio em 2000.
Em 20 de dezembro de 2003, Namath recebeu publicidade desfavorável depois de consumir muito álcool durante um dia dedicado ao anúncio do time de todos os tempos dos Jets. Durante a cobertura da ESPN, Namath foi questionado sobre o então quarterback dos Jets, Chad Pennington, e seus pensamentos sobre as dificuldades da equipe daquele ano. Namath expressou confiança em Pennington, mas declarou à entrevistadora Suzy Kolber: "Eu quero beijar você. Eu não poderia me importar menos com a equipe". Ele posteriormente pediu desculpas e várias semanas depois entrou em um programa de tratamento de alcoolismo. Namath narrou o episódio, incluindo sua batalha com bebidas alcoólicas, em seu livro Namath.
Em julho de 2015, Namath se juntou à busca por dois garotos que desapareceram durante uma pescaria na costa da Flórida e ofereceu uma recompensa de US$ 100 000 pelo retorno seguro dos garotos. O barco foi encontrado seis dias depois, e a busca foi suspensa, com os dois meninos presumidos mortos.

## Legado

### Mídia e ícone de publicidade
O apelido de Namath, "Broadway Joe", foi dado a ele por Sherman Plunkett, um companheiro de equipe do Jets. "Joe Willie Namath" foi o apelido de Namath baseado em seu nome completo. No campo, Namath se destacou de outros jogadores da AFL e da NFL usando sapatos brancos decotados em vez dos tradicionais pretos. Os sapatos brancos tinham começado quando Namath estava no Alabama, onde ele continuava com suas chuteiras desgastadas como uma superstição, especialmente quando ele teve sua primeira grande lesão no joelho em um jogo onde ele havia esquecido de usá-las. Quando ele se juntou aos Jets, Namath continuou a ter seus sapatos até que o técnico dos Jets, Weeb Ewbank, notou que o excesso de uso estava custando dinheiro para a equipe, então ele pediu chuteiras brancas para Namath. Ele criou a moda de usar um casaco de pele comprido nos bastidores, depois foi proibido pela NFL que exige que todos os jogadores, treinadores, treinadores, etc., usem roupas da equipe aprovadas pela liga.
Namath também apareceu em propagandas de televisão durante e depois de sua carreira de jogador, mais notavelmente para aromatizante de leite Ovomaltine, o creme de barbear Noxzema (no qual ele foi barbeado por um então desconhecido Farrah Fawcett) e a meia-calça Hanes Beautymist. Todos esses comerciais contribuíram para que ele se tornasse um ícone da cultura pop. Ele apareceu em publicidade recentemente em 2014, em um comercial da DirectTV estrelando os irmãos Manning fazendo o ensopado com a mãe.
Namath continua a servir como porta-voz não oficial e embaixador da boa vontade dos Jets. Em 2011, Namath estava representando a Topps e promovendo um concurso de "Super Bowl Legends", aparecendo em seu nome no Late Show with David Letterman.
Em 2 de junho de 2013, Namath foi o orador convidado do Hall da Fama do Pro Football, revelando o plano de expansão e renovação de 27 milhões de dólares do museu de Canton, Ohio.
A partir de 2018, Namath é o porta-voz oficial da Linha Direta de Cobertura do Medicare.

### Biografias
Em novembro de 2006, foi lançada a biografia Namath, de Mark Kriegel, chegando à lista de mais vendidos do New York Times (número 23). Em conjunto com o seu lançamento, Namath foi entrevistado para a edição de 19 de novembro de 2006 do 60 Minutes.
Um documentário recente sobre a cidade natal de Namath, Beaver Falls, na Pensilvânia, inclui um segmento sobre Namath e por que a cidade celebrou seus laços com ele.
Em 2009, 40 anos depois de vencer o Super Bowl III, ele entregou o Vince Lombardi Trophy para o Pittsburgh Steelers, que venceu o Super Bowl XLIII. A NFL Productions também produziu uma biografia de televisão de duas horas de duração em sua série A Football Life.